# Saif Darwish
Saif Darwish (nacido el 5 de mayo de 2003) es un futbolista profesional jordano que juega como centrocampista en el club jordano Al Hussein de la Liga Profesional de Jordania, la Jordan Shield y la selección nacional de Jordania.

## Marcha deportiva
- Selección sub-23 de fútbol de Jordania

Darwish participó en la Copa Asiática Sub-23 y fue titular en 3 partidos de ese torneo.  
- Al-Hussein

Darwish jugó con el Al Hussein FC en la Jordan Shield, la Liga de Jordania y la Liga de Campeones de la AFC, donde fue titular y suplente en algunos partidos.